# Château de Lecce
Le château de Lecce, ou château de Charles Quint, est un complexe architectural fortifié de la commune de Lecce, province de Lecce dans les Pouilles. Il est situé à proximité du centre-ville, plus précisément un peu à l'est de celui-ci près de la Piazza Sant'Oronzo,.

## Historique
L'empereur Charles Quint ordonna en 1539 de démolir l'ancien bastion datant du Moyen Âge, et de construire une nouvelle forteresse, à la pointe des techniques d'architecture militaire. Les travaux de construction et de conception ont été confiés à Gian Giacomo dell'Acaya (it), ingénieur général du royaume de Naples. La partie la plus extérieure a été construite entre 1539 et 1549.
En 1872, les douves qui l'entouraient furent comblées et les ponts-levis des deux portes furent démantelées : la Porta Reale, la seule qui donne accès aujourd'hui, et à la Porta Falsa ou Porta di Soccorso à l'arrière, qui est la plus développée et la mieux fortifiée pour résister aux dangereuses attaques lancées depuis la côte voisine de l'Adriatique.
Pour faire place à la masse imposante du château, le monastère des Célestins avec l'église attenante de Santa Croce a été démoli, puis reconstruit via Umberto I, et l'élégant palais dont il reste quelques traces a été incorporé au bâtiment central : le donjon au nord-est, la tour située à gauche dans la cour et la Torre Mozza située au sud-ouest.
La forteresse n'avait pas seulement des fonctions défensives ; par exemple, au XVIIIe siècle, l'une des pièces servait de théâtre.
De 1870 à 1979, le Château fut une caserne et une circonscription militaire. Le 30 avril 1983, l'administration militaire a cédé le château à la municipalité de Lecce, qui l'utilise depuis comme siège du département de la Culture et comme centre d'activités culturelles. Le premier étage du château, les espaces nord-ouest et sud-est, sont utilisés pour accueillir des événements, promouvoir des initiatives culturelles et créer des parcours d'exposition.

### Fouilles archéologiques

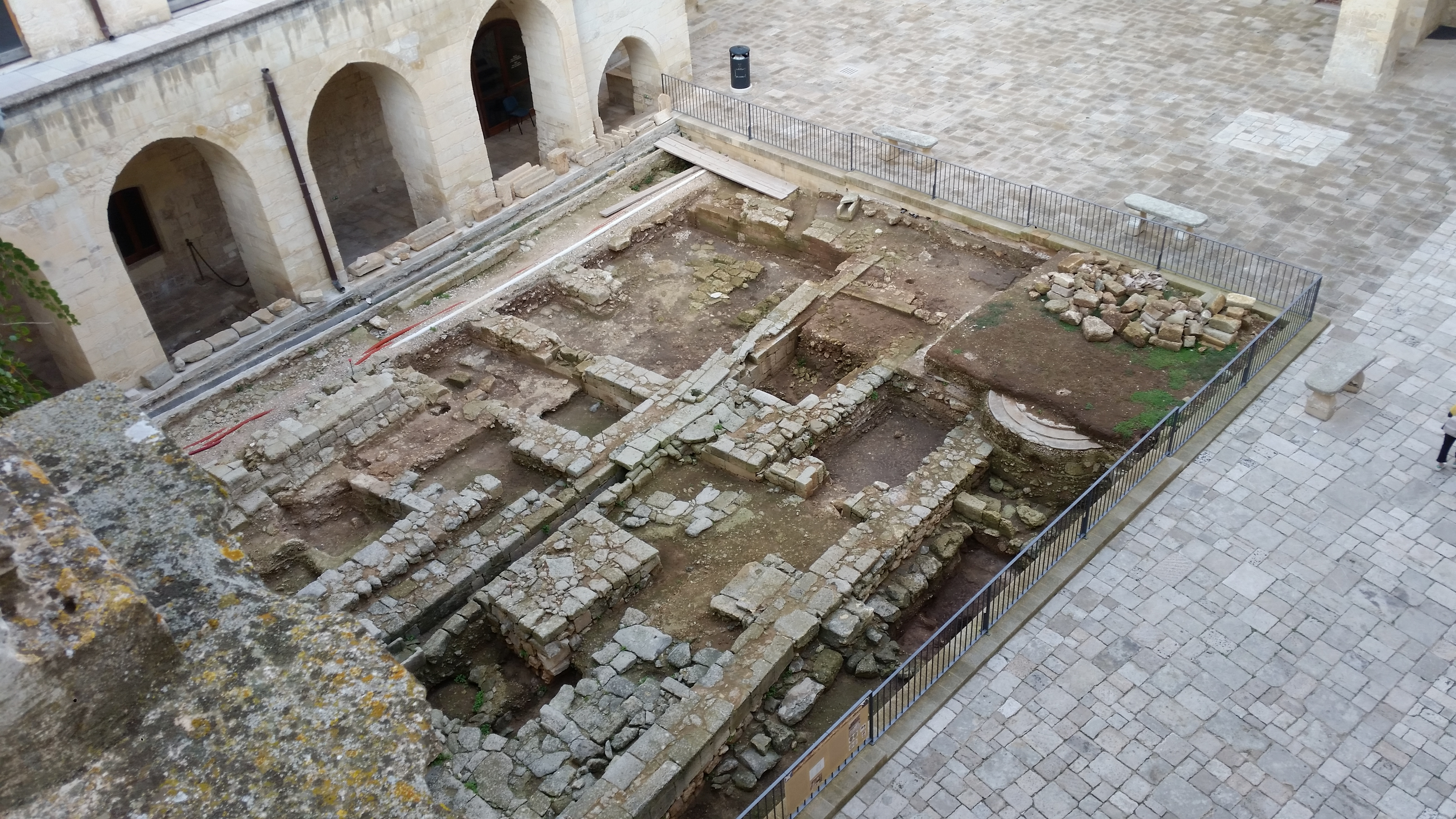
Le chantier de fouilles.

De récentes recherches archéologiques menées par l'université du Salento ont mis en évidence le noyau le plus ancien (au moins à ce jour) du manoir, qui remonte au XIIIe et au début du XIVe siècle, c'est-à-dire entre l'époque de la maison de Hohenstaufen et de la maison d'Anjou-Sicile. C'est de cette époque que date la haute tour carrée, située au centre de la forteresse du XVIe siècle, à partir de laquelle s'est développée toute la structure du château telle qu'elle apparaît aujourd'hui. Au cours du XVIe siècle, comme cela arrive souvent dans la région du Salento, le manoir a été profondément modifié.

## Description

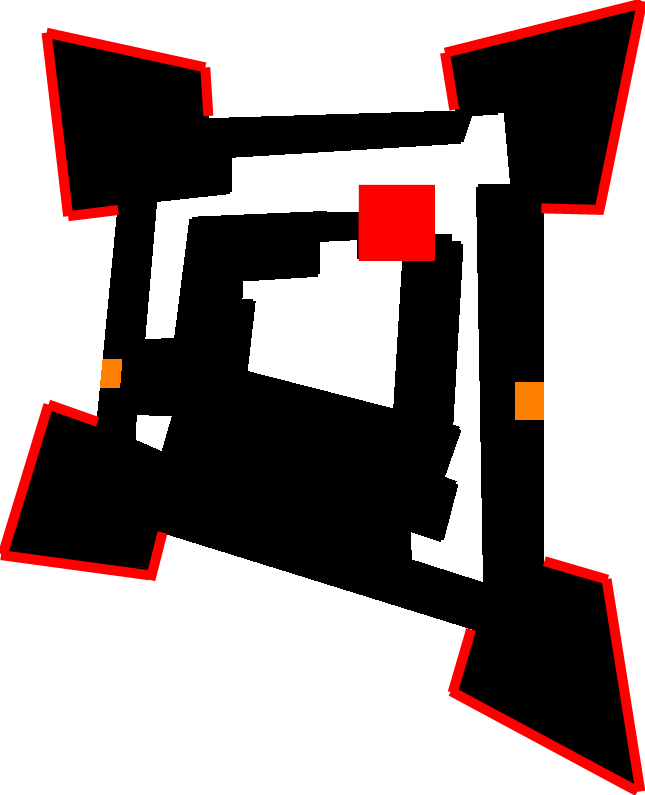
Plan du château.

La structure défensive est quadrangulaire avec, aux quatre coins, autant de bastions d'ouest en est dans le sens des aiguilles d'une montre : Santa Croce, San Martino, San Giacomo et Santa Trinità. La forme suit celle typique d'une fortification bastionnée. Dans la forteresse de Lecce, des remparts en étoiles ont été rajoutés fermés par les courtines, un mur droit entre les deux bastions. Ce concept particulier d'architecture militaire a fait l'objet d'une attention particulière du côté ouest (celui qui fait face au centre-ville). Le château est situé le long d'une voie de communication très importante depuis l'époque romaine puis médiévale, en effet d'ici, on pouvait rejoindre le port de San Cataldo, le port de Lecce. La seule porte qui permettait l'accès depuis la ville était la Porta Reale, bien protégée par les bastions San Martino et Santa Croce. Une porte supplémentaire était située du côté opposé. Sur les deux portes du château se trouvaient les armoiries impériales des Habsbourg. Le bâtiment était entièrement entouré de douves, aujourd'hui effacées par les structures ultérieures ajoutées notamment au XIXe siècle ; une légende raconte qu'au XIVe siècle, les Orsini Del Balzo gardaient un ours blanc dans les douves, à la fois comme « symbole de statut » et pour décourager d'éventuelles intrusions ; De plus, sur la porte est, il y a encore des indications où aurait dû reposer le pont-levis dont les deux portes étaient équipées. Le château était bien équipé de pièces d'artillerie à plusieurs niveaux. Les endroits où étaient placés les canons y sont encore visibles.

## Galerie

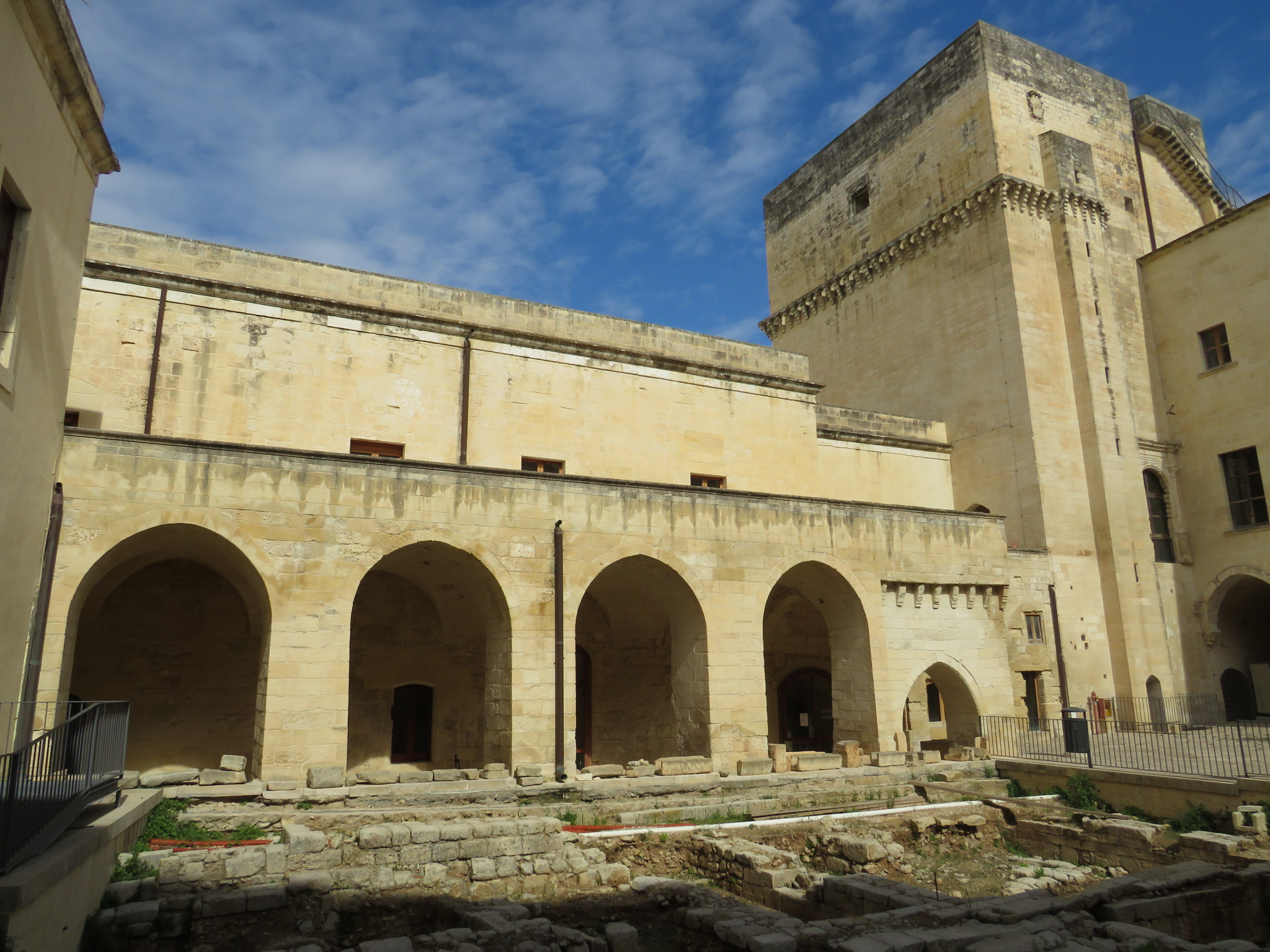
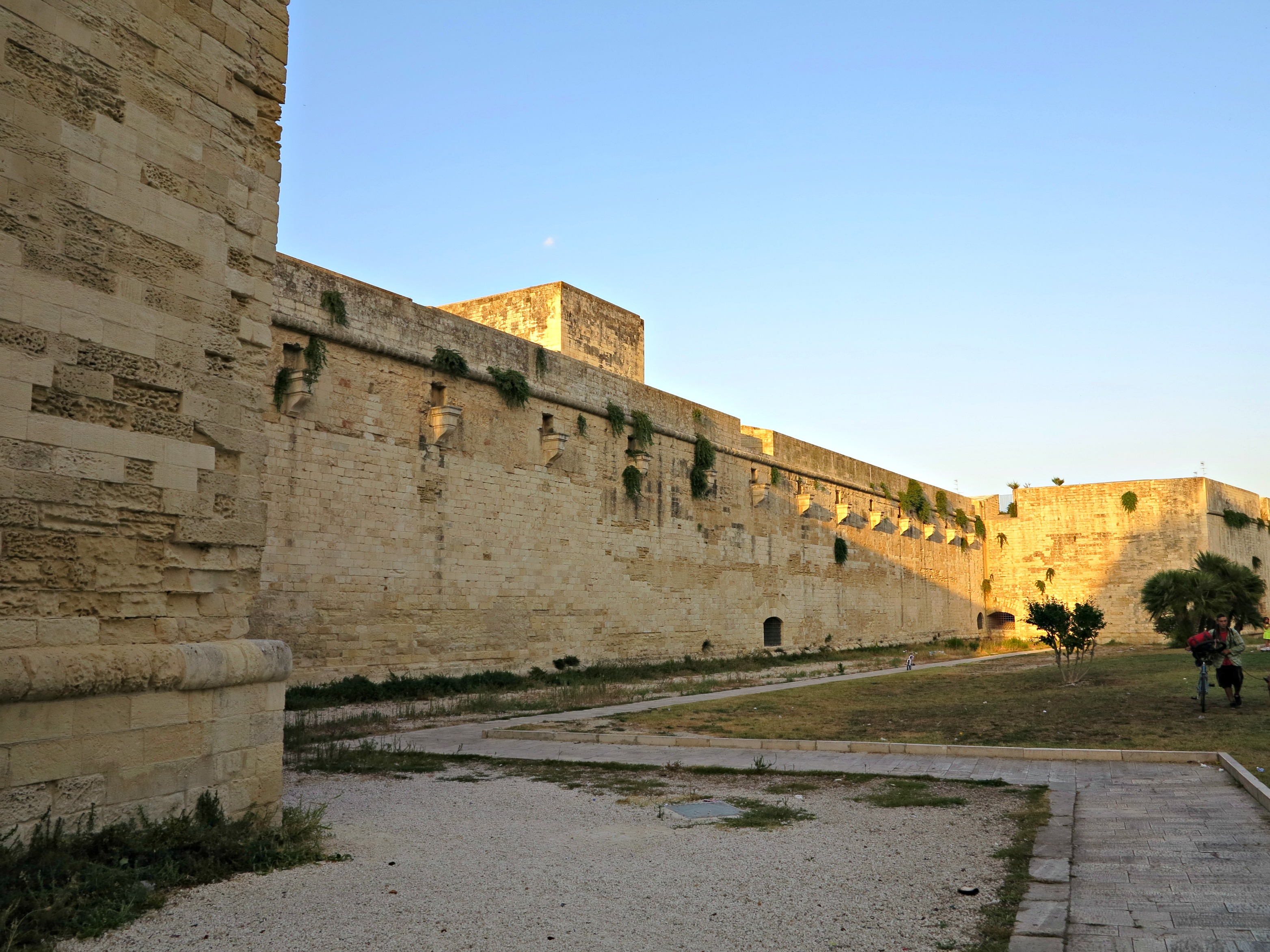